# Regeringen Jagland
Thorbjørn Jaglands regering var en norsk regering som satt från 25 oktober 1996 till 17 oktober 1997. Det var en ren Arbeiderparti-regering. Statsminister var Thorbjørn Jagland och utrikesminister var Bjørn Tore Godal.